# Kathleen Partridge
Kathleen Anne Partridge, OAM (* 7. Dezember 1963 in Sydney; † 13. September 2021) ist eine ehemalige australische Hockeyspielerin, die mit der australischen Hockeynationalmannschaft 1988 Olympiasiegerin war.

## Sportliche Karriere
1986 erreichte Partridge mit dem australischen Team den sechsten Platz bei der Weltmeisterschaft in Amstelveen. 1988 bei den Olympischen Spielen in Seoul erreichten die Australierinnen das Halbfinale mit nur einem Sieg und zwei Unentschieden. Im Halbfinale bezwangen die Australierinnen die Niederländerinnen mit 3:2. Das Finale gewannen die Australierinnen gegen die Südkoreanerinnen mit 2:0. Im Finale wurde Partridge kurz vor Ende des Spiels ausgewechselt, damit Ersatztorhüterin Maree Fish durch ihre Einwechslung ebenfalls Anspruch auf die Überreichung einer Goldmedaille erwarb.
Vier Jahre nach dem Olympiasieg nahm Kathleen Partridge an den Olympischen Spielen in Barcelona teil. Die Australierinnen belegten in ihrer Vorrundengruppe nur den dritten Platz. In den Platzierungsspielen gewannen sie zweimal und erreichten damit den fünften Rang.
Kathleen Partridge debütierte 1985 in der australischen Nationalmannschaft und stand insgesamt in 65 Länderspielen im Tor der Hockeyroos. Bei den beiden Olympiasiegen 1996 und 2000 gehörte Kathleen Partridge zum Trainerstamm. Von 2013 bis 2015 gehörte sie zum Trainerstamm der australischen Hockeynationalmannschaft der Herren.